# Elisa Cusma
Elisa Cusma Piccione (ur. 24 lipca 1981 w Bolonii) – włoska lekkoatletka, specjalizująca się w biegu na 800 metrów, olimpijka.
Najważniejszym jej osiągnięciem jest brązowy medal halowych mistrzostw Europy w biegu na 800 m (2009). Wielokrotna mistrzyni i rekordzistka Włoch.

## Największe osiągnięcia
| Rok  | Rodzaj zawodów               | Miasto  | Konkurencja | Miejsce | Wynik       |
| ---- | ---------------------------- | ------- | ----------- | ------- | ----------- |
| 2008 | Halowy Puchar Europy         | Moskwa  | 800 m       | 2.      | 2:01,73 min |
| 2009 | Halowe mistrzostwa Europy    | Turyn   | 800 m       | 3.      | 2:00,23 min |
| 2009 | Drużynowe Mistrzostwa Europy | Leiria  | 1500 m      | 3.      | 4:08,72 min |
| 2009 | Igrzyska Śródziemnomorskie   | Pescara | 800 m       | 1.      | 1:59,87     |
| 2009 | Igrzyska Śródziemnomorskie   | Pescara | 1500 m      | 1.      | 4:11,88     |

## Rekordy życiowe
- bieg na 600 metrów – 1:25,9 (2006)[1]
- bieg na 600 metrów (hala) – 1:28,76 (2010)
- bieg na 800 metrów – 1.58,63 (2007)
- bieg na 800 metrów (hala) – 1:59,25 (2009) rekord Włoch
- bieg na 1000 metrów (hala) – 2:42,18 (2013) były rekord Włoch
- bieg na 1500 metrów – 4:04,98 (2009)